# Галактичний вітер
Галакти́чний ві́тер або Космічний вітер[джерело?] — витікання газу з галактики в міжгалактичний простір. Пояснюється як розширення газу з високою температурою. Спостерігається як потік високошвидкісних заряджених частинок, що мають швидкість від 300 до 3000 км/сек. Розігрівання газу зумовлено двома джерелами енергії: спалахами зореутворення й активністю галактичних ядер.
Вважається, що галактичні вітри регулюють швидкість зореутворення: якщо галактичний вітер видме з галактики майже весь газ, зореутворення припиниться. Однак, у довгостроковій перспективі, цей газ буде охолоджуватися й падати назад на галактику, забезпечуючи її речовиною для майбутнього зореутворення. Також вони є джерелом збагачення міжгалактичного простору важкими елементами, які видуваються з галактики після спалахів наднових.

## Приклад зореутворення

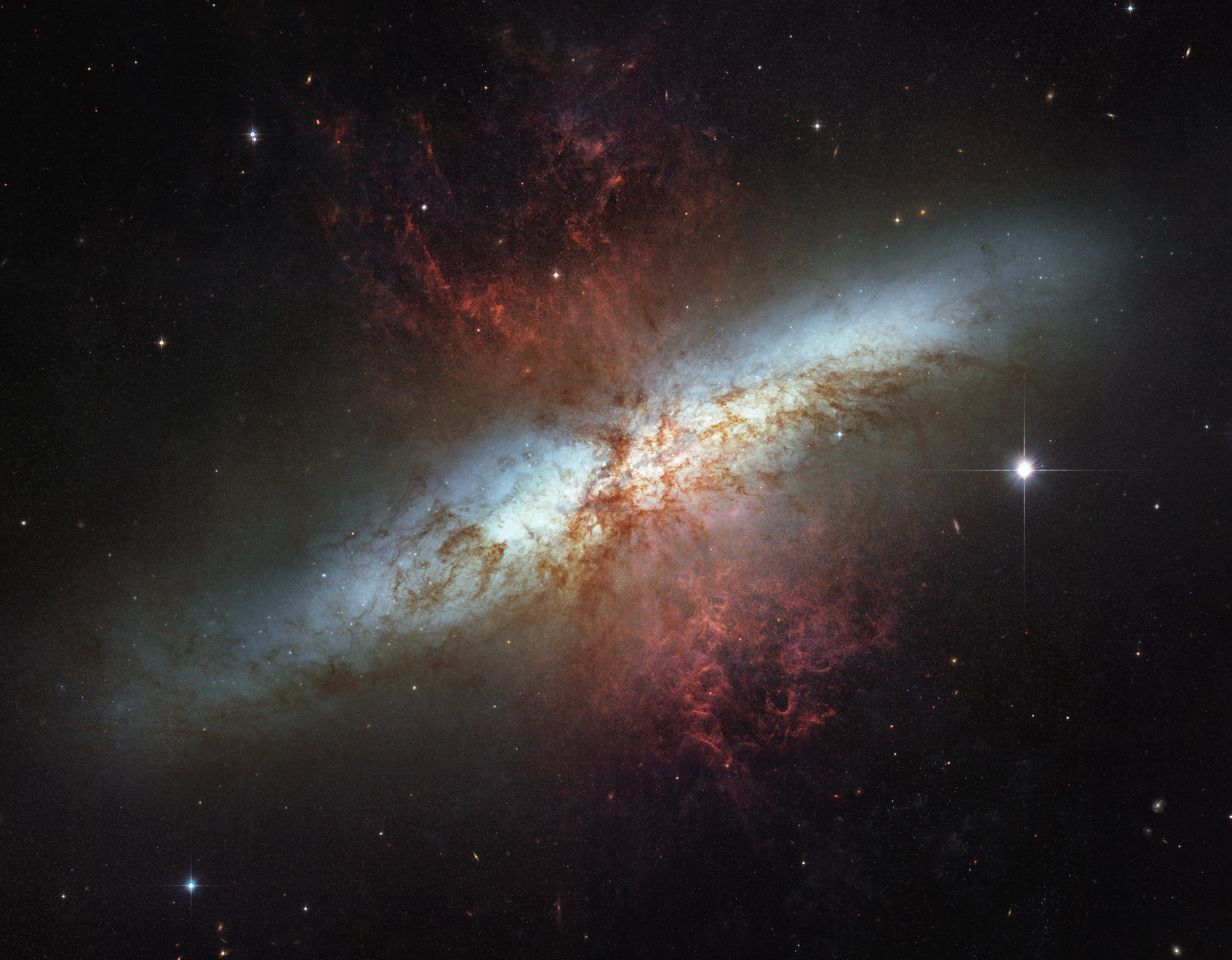
Рентгенівське зображення Галактики Сигара, в якій відбувається спалах зореутворення, з телескопа Чандра. Ділянки зореутворення показано яскравими плями. Галактичний вітер показано помаранчевою плямою.

У разі активного зореутворення в галактиці, галактичні вітри живляться високошвидкісними зоряними вітрами новоутворених масивних зір (вони подібні до сонячного вітру, тільки набагато щільніші й потужніші) та спалахами наднових, на які масивні зорі перетворюються наприкінці свого еволюційного шляху. Під час таких вибухів у міжзоряне середовище викидається багато зоряної речовини.
Вітер простягається на відстань ~10 000 світлових років від центру галактики.

## Приклад активного ядра галактики

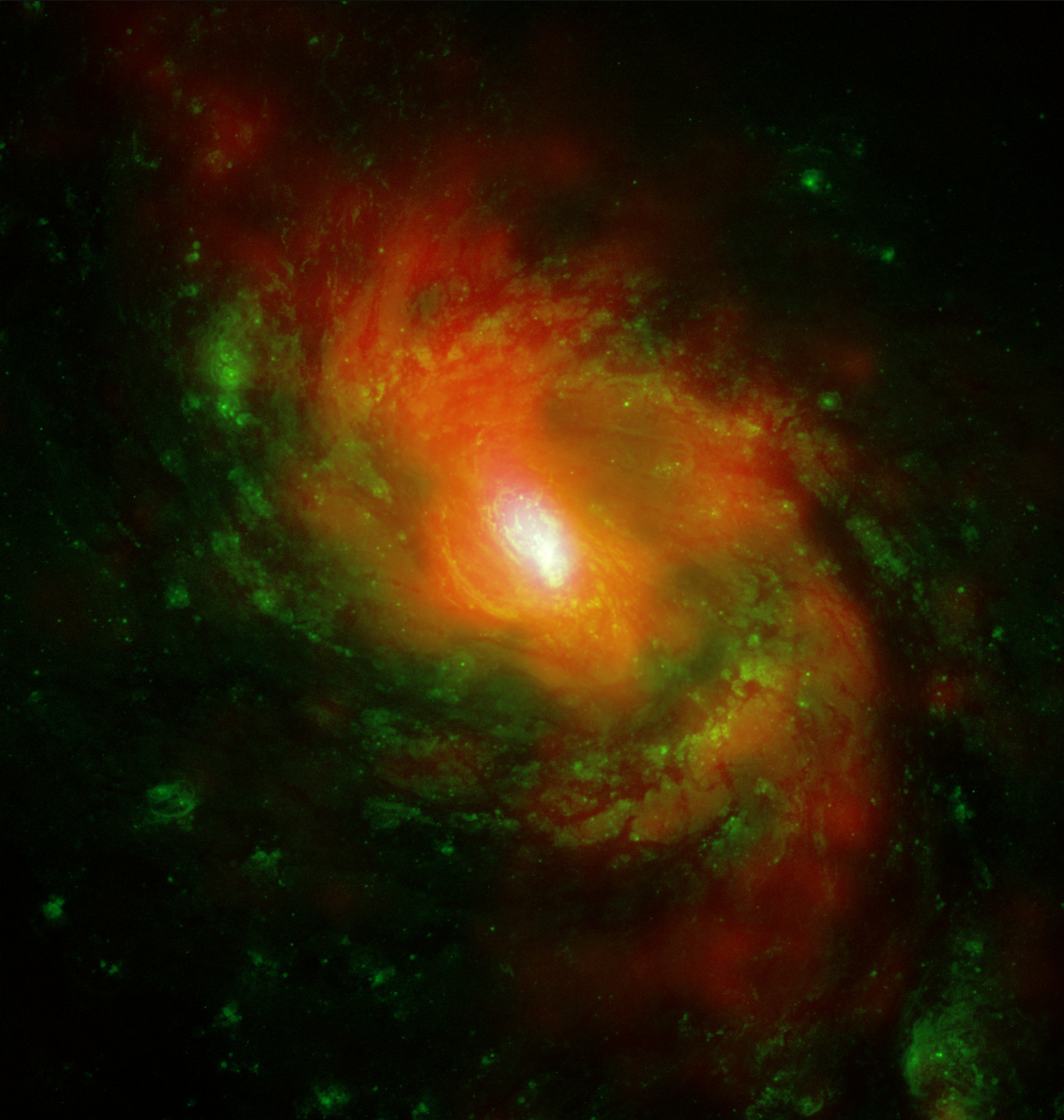
Комбіноване зображення галактики Мессьє 77 (NGC 1068) з активним ядром: рентгенівське випромінювання показано червоним, оптичне — зеленим.

У галактиках з активними ядрами, галактичні вітри живляться від надмасивної чорної діри, що перебуває в центрі галактики. Коли на чорну діру падає речовина, то повної енергії, яка вивільняється в  акреційного диску й галактичних джетах, може бути досить, щоб розігріти газ у галактиці й створити потужний галактичний вітер.
Високошвидкісний (~ 3000 км/сек) та сильно розігрітий (~100 000 К) вітер походить від центральної надмасивної чорної діри. Цей вітер, швидше за все, живиться акреційним диском, який простягається на відстань до 300 світлових років від чорної діри. Оптичне випромінювання навколо центральної ділянки є результатом утворення зір у внутрішніх спіральних рукавах галактики.

## Спостереження
Розповсюдженим способом досліджувати потоки в далеких об'єктах є спектроскопія. Холодний газ вітру поглинає фотони, які випромінюються зорями галактики. Шляхом вимірювання довжини хвилі ліній поглинання і детального вивчення профілю ліній астрономи можуть визначити швидкість газу і його густину уздовж лінії. Цю техніку застосовують, щоб дослідити, як швидкість галактичних вітрів залежить від фізичних властивостей галактик.